# 2 janvier 2013
Le mercredi 2 janvier 2013 est le 2e jour de l'année 2013.

## Décès
- Charles-Olivier Carbonell (né le 20 avril 1930), historien français
- Charles Chilton (né le 15 juin 1917), présentateur et producteur à la BBC, romancier britannique
- Géza Koroknay (né le 29 septembre 1948), acteur hongrois
- Gerda Lerner (née le 30 avril 1920), historienne et universitaire austro-américaine
- Ian McKeever (né le 13 février 1970), alpiniste irlandais
- Ladislao Mazurkiewicz (né le 14 février 1945), footballeur uruguayen
- Rudolf Szanwald (né le 6 juillet 1931), footballeur autrichien
- Sachio Otani (né le 20 février 1924), architecte japonais
- Siegfried Tragatschnig (né le 10 novembre 1927), peintre autrichien
- Teresa Torańska (née en 1944), écrivaine polonaise
- Wen-Ying Tsai (né le 13 octobre 1928), artiste américain
- Wren Blair (né le 2 octobre 1925), entraîneur et un dirigeant canadien de hockey sur glace
- Zaharira Harifai (née le 12 décembre 1929), actrice israélienne

## Événements
- Diffusion du téléfilm germano-autrichien L'Enfant de personne
- Sortie de Leaving EP de Skrillex